# Diecezja Bonfim
Diecezja Bonfim (łac. Dioecesis Bonfimensis) – diecezja Kościoła rzymskokatolickiego w Brazylii. Należy do metropolii Feira de Santana, wchodzi w skład regionu kościelnego Nordeste III. Została erygowana przez papieża Piusa XI bullą Ad aptius christifidelium w dniu 6 kwietnia 1933.

## Główne świątynie
- Katedra: Katedra Naszego Pana Dobrego Końca w Senhor do Bonfim

## Biskupi diecezjalni
- Hugo Bressane de Araújo (1935–1940)
- Henrique Hector Golland Trindade OFM (1941–1948)
- José Alves de Sá Trindade (1948–1956)
- Antônio de Mendonça Monteiro (1957–1972)
- Jairo Rui Matos da Silva (1974–2006)
- Francisco Canindé Palhano (2006–2018)
- Hernaldo Pinto Farias SSS (od 2018)